# Balkan-Cup 1936
Der 7. Balkan-Cup war ein Wettbewerb für Fußballnationalmannschaften von Staaten aus der Balkanregion. Die Spiele fanden im Mai 1936 zum zweiten Mal in der Wettbewerbsgeschichte nach 1933 in Rumäniens Hauptstadt Bukarest statt. Es sollte zugleich die letzte Austragung des Balkan-Cups vor dem Zweiten Weltkrieg werden. Neben dem Gastgeber nahmen auch wieder Griechenland und Bulgarien am Turnier teil, Titelverteidiger Jugoslawien fehlte jedoch. Jede Mannschaft spielte im Gruppenmodus einmal gegen jede andere. Am Ende lagen die Rumänen mit zwei Siegen an der Spitze und waren mit ihrem insgesamt dritten Titel in diesem Wettbewerb wieder alleiniger Rekordsieger. Zweiter wurde Bulgarien vor Griechenland. Toptorschütze war der Rumäne Alexandru Schwartz (vier Treffer).

## Ergebnisse
Tabelle nach Zwei-Punkte-Regel.
| Pl. | Land         | Sp. | S | U | N | Tore    | Diff. | Punkte |
| --- | ------------ | --- | - | - | - | ------- | ----- | ------ |
| 1.  | Rumänien     | 2   | 2 | 0 | 0 | 009:300 | +6    | 04     |
| 2.  | Bulgarien    | 2   | 1 | 0 | 1 | 006:800 | −2    | 02     |
| 3.  | Griechenland | 2   | 0 | 0 | 2 | 006:100 | −4    | 0      |

|                          |   |              |     |
| 17. Mai 1936 in Bukarest |   |              |     |
| Rumänien                 | – | Griechenland | 5:2 |
| 21. Mai 1936 in Bukarest |   |              |     |
| Bulgarien                | – | Griechenland | 5:4 |
| 24. Mai 1936 in Bukarest |   |              |     |
| Rumänien                 | – | Bulgarien    | 4:1 |